# Bolma massieri
Bolma massieri is een slakkensoort uit de familie van de Turbinidae. De wetenschappelijke naam van de soort is voor het eerst geldig gepubliceerd in 1992 door Bozzetti.